# Дукельский, Марк Петрович
Марк Петро́вич Дуке́льский (при рождении Марк Пейсахович Дукельский; 1875, Кременчуг, Полтавская губерния, Российская империя — 1956, Москва, СССР) — профессор общей химической технологии ряда ВУЗов Киева, Воронежа, Москвы. Доктор химических наук (1936).

## Биография
Родился в Кременчуге в еврейской семье. Его отец Пейсах Мордкович (Пётр Маркович) Дукельский был купцом второй гильдии в Кременчуге, потом в Богодухове Харьковской губернии, умер 15 сентября 1888 года в Швейцарии (похоронен в Харькове, где к тому времени жила семья); мать — Лея Фроимовна Дукельская (1835 — 11 июня 1910), богодуховская 2-й гильдии купчиха.
После окончания Харьковской 3-й гимназии (1893) поступил в Харьковский практический технологический институт, в 1884 году перевёлся на физико-математический факультет Харьковского университета (окончил в 1898 году). Там же, в Харькове, в 1903 году сдал магистерский экзамен. Женился на Наталии Евгеньевне Корш (1876—1957), внучке журналиста Валентина Фёдоровича Корша. Для заключения брака принял христианство. У них было трое детей: Владимир (1900—1983), Наталия (1902—1990, в замужестве — Попова) и Алексей (1909—1938).

### Киев
Сначала работал лаборантом, приват-доцентом, а затем профессором на кафедре технологической химии и химической технологии в Киевском политехническом институте. Преподавал также в Императорском Киевском университете Святого Владимира; был приват-доцентом Киевских высших женских курсов (университета Святой Ольги). В эти же годы повышал квалификацию в химических лабораториях Германии, Голландии и Франции, окончил химический факультет университета в Цюрихе.
В 1911 году завершил перевод книги Майкла Фарадея «Химическая история свечи» и дополнил её своей биографической статьёй об английском учёном.
В 1913 году в Киеве и Петербурге опубликовали его учебник «Химическая технология» Архивная копия от 19 ноября 2017 на Wayback Machine, неоднократно переиздававшийся позднее.

### Воронеж
В 1915 году, во время Первой мировой войны, семья Дукельских переезжает из Киева в Воронеж.
В сводке Всероссийского земского союза помощи больным и раненным воинам (на 1 ноября 1916 г.) Марк Петрович указан как уполномоченный Главного Комитета на Западном фронте.
Профессор Воронежского сельскохозяйственного института имени Императора Петра I, руководитель кафедры технологии и переработки сельскохозяйственных продуктов.
В целях укрепления постоянной связи с центральной властью и утверждения сметы ВСХИ на 1918 год Дукельский вместе с преподавателем Петренко А. И. был направлен в Москву. В результате поездки Народный комиссариат земледелия 25 апреля ассигновал на содержание Воронежского сельскохозяйственного института 322 тыс. рублей, на оборудование кафедр 202 тыс. рублей. Профессор Дукельский М. П. также передал в Совнарком докладную записку Совета Воронежского СХИ. Совет института просил у правительства 2,8 млн рублей на достройку учебных зданий; 1,08 млн рублей на оборудование кафедр; 1,52 млн рублей на постройку студенческих общежитий и расширение столовой, и, наконец, 1 млн рублей на проведение трамвайной линии: всего — 6,4 млн рублей. Совет народных Комиссаров за подписью Ленина В. И. своим постановлением 2 июля 1918 года полностью ассигновал указанную сумму.
Однако вскоре ленинская программа взаимоотношения партии с интеллигенцией изменилась. Дукельский осмелился написать «Открытое письмо „специалиста“ тов. Ленину», в котором «зло и искренне» (по выражению В. И. Ленина) сообщил о произволе представителей власти по отношению к технической интеллигенции. Этот спор, само письмо полностью и ответ большевистского лидера с разъяснением политики советской власти опубликовала газета «Правда» 28 марта 1919 г. (№ 67).

ОТВЕТ НА ОТКРЫТОЕ ПИСЬМО СПЕЦИАЛИСТА

Я получил сегодня нижеследующее:

«Открытое письмо „специалиста“ тов. Ленину
Прочитал в „Известиях“ ваш доклад о специалистах и не могу подавить в себе крика возмущения… Неужели вы так замкнулись в своём кремлёвском одиночестве, что не видите окружающей вас жизни, не заметили, сколько среди русских специалистов имеется… настоящих тружеников, добывших свои специальные познания ценой крайнего напряжения сил, … путём упорной борьбы с убийственными условиями студенческой и академической жизни прежнего строя. Эти условия не улучшились для них при коммунистической власти (для меня это не совпадает с понятием о коммунистическом строе)… Постоянные вздорные доносы и обвинения, безрезультатные, но в высшей степени унизительные обыски, угрозы расстрела, реквизиции и конфискации, вторжение в самые интимные стороны личной жизни (требовал же от меня начальник отряда, расквартированного в учебном заведении, где я преподаю, чтобы я обязательно спал с женой в одной кровати). Вот обстановка, в которой пришлось работать до самого последнего времени многим специалистам высшей школы…

 Если вы хотите «использовать» специалистов, то не покупайте их, а научитесь уважать их, как людей, а не как нужный вам до поры до времени живой и мёртвый инвентарь. 
М. Дукельский
Профессор Воронежского сельскохозяйственного института. Председатель Центрального управления государственными предприятиями кожевенной промышленности».

Письмо злое и, кажется, искреннее. На него хочется ответить.

По-моему, всё же таки у автора преобладает личное раздражение, отнявшее способность обсуждать события с массовой точки зрения и с точки зрения их действительной последовательности…

Автор требует товарищеского отношения к интеллигентам. Это правильно. Этого требуем и мы. В программе нашей партии как раз такое требование выставлено ясно, прямо, точно…

Автор требует, чтобы мы очистили нашу партию и наши правительственные учреждения от «бессовестных случайных попутчиков, от рвачей, авантюристов, прихвостней, бандитов».

Правильное требование. Мы его давно поставили и осуществляем… Пойманных бандитов, рвачей, авантюристов мы расстреливаем и расстреливать будем. Но, чтобы очищение шло полнее и быстрее, надо, чтобы искренняя беспартийная интеллигенция помогала нам в этом. Когда она будет составлять группы лично знакомых друг другу лиц, выступать от их имени с призывом лояльной работы в советских учреждениях, с призывами «служить трудящемуся брату», если употребить выражение открытого письма, тогда муки родов нового общественного уклада значительно сократятся и облегчатся.
Н. Ленин

27 марта 1919 г. В. И. Ленин. Псс, Т.38, С.218-222

Позднее Марк Петрович вспоминал, что ответ Ленина подействовал на него «как освежающая струя озонированного воздуха». Очевидно, и В. И. Ленина интересовала дальнейшая судьба Дукельского: в библиотеке Ленина в Кремле под № 4754 хранится книга Дукельского «Англо-русский словарь терминов, относящихся к производству кожи, обуви, шорно-седельных изделий и мехов», изданная в 1919 году.
Сентябрь и октябрь 1919 г. стали тяжёлыми в жизни института и самого Дукельского. Через Воронеж прошли белогвардейские части генералов К. К. Мамонтова и А. Г. Шкуро. Дукельский был арестован, объявлен заложником. Только стремительное наступление 1-й Конной армии С. М. Будённого спасло профессора от гибели.

### Москва
В начале 1920 года Дукельский с женой и младшим сыном Алексеем переехал в Москву, где открывались новые возможности для преподавателя.
Старший сын Владимир, по окончании воронежской гимназии (в 1917 г.) студент ВСХИ, в 1920-м вернулся в родной Харьков, где работал в археологическом музее, заведовал лабораторией в рентгенологическом институте (с 2006 г. — Харьковский колледж медицинского оборудования).
В 1923 году, в период НЭПа, Марк Петрович редактирует по заданию Всероссийского Кожевенного Синдиката книгу Г. Грассера «Практическое руководство для химических лабораторий кожевенного производства». С переводом помогали С. Винницкий и Б. Хацета. Выбор книги для русского издания не случаен: фамилия автора («грассер» — шкура годовалого телёнка, выросток) подтверждает глубокие знания потомственного кожевника.
В этом же, 1923 году, происходит разрыв в семье: Марк Петрович разводится с женой и регистрирует повторный брак. Наталия Евгеньевна Дукельская вместе с сыновьями переезжает в Петроград и обрывает все связи с бывшим мужем. Старший сын Владимир с 1924 г. в Ленинграде заведует физической лабораторией в физико-техническом институте Абрама Фёдоровича Иоффе.
В 1924—1931 годах М. П. Дукельский читал курс лекций по общей химической технологии в Московском химико-технологическом институте им. Д. И. Менделеева, руководил лабораторией дубильных экстрактов. В 1927 по его инициативе и при активном участии на кожевенном факультете института для специализации инженеров-химиков и механиков была создана лаборатория по химическому сопротивлению материалов, в которой велась интенсивная научно-исследовательская работа в области коррозии и защитных покрытий металлов. Это было новым не только для вузов СССР, но и Европы.
В 1928 году входил в состав Комитета по химизации народного хозяйства СССР, участвовал в работе Химстроя ВСНХ СССР, выезжал на строительство Березниковского (г. Березники Пермского края, в те годы — Уральской области) и Бобриковского (Новомосковск Тульской области) химических комбинатов, других химических предприятий.
Выполнял обязанности проректора института (с 1929 г.), и. о. ректора после ухода Ивана Александровича Тищенко, руководил институтской многотиражкой «Московский технолог» (ныне — «Менделеевец»; первый номер вышел 15 февраля 1929 г.).
С 1931 заведовал кафедрой химического сопротивления материалов в Институте инженеров химического машиностроения (МИХМ) после его образования на базе механического факультета МХТИ; читал курс общей химической технологии органических веществ; был председателем химико-технологической цикловой комиссии и комиссии, курировавшей работу экстерната; в качестве консультанта-методиста входил в первый состав руководства института.
Участвовал в пленарном заседании VI Менделеевского съезда в Харькове (25 октября — 1 ноября 1932 г.) с докладом «Химический износ и борьба с ним».
В 1934 году, к 100-летнему юбилею Д. И. Менделеева, в соавторстве с А. В. Раковским и Ю. Б. Румером издал сборник оригинальных статей и отчётов о докладах всемирно известного учёного «Периодический закон химических элементов. Д. И. Менделеев. 1834—1934».
В 1934 году (по невыясненным причинам) курс по химическому сопротивлению материалов был передан на кафедру общей и физической химии; кафедра химического сопротивления материалов была временно до 1943 года закрыта. Курс химического сопротивления материалов стал читать доцент Иосиф Яковлевич Клинов. А Марк Петрович перешёл на работу в Военно-химическую академию РККА им. К. Ворошилова.
В октябре 1936 Марку Петровичу Дукельскому постановлением Президиума Академии наук без защиты диссертации была присвоена учёная степень доктора химических наук.
В предвоенные и послевоенные годы он руководил кафедрой химии в Горном институте, работал в Научно-исследовательском институте угля (Москва).
Осенью 1941 года эвакуирован в город Молотов.

## Семья
- Сёстры — Генриетта Пейсаховна (Петровна) Гольдовская (1876—?); Мария Пейсаховна Конторович (1868—?)[13].
- Первая жена — Наталия Евгеньевна Дукельская (в девичестве Корш; 1876—1957), дочь адвоката и публициста Е. В. Корша.
  - Сын — Владимир Маркович Дукельский (1900—1983) — старший сын, доктор физико-математических наук, основатель школы физики атомных столкновений, лауреат Ленинской премии 1972 г.
  - Дочь — Наталия Марковна Дукельская (1902—1990), по другим сведениям в замужестве Попова.
  - Сын — Алексей Маркович Дукельский (1909—1938) — младший сын, архитектор Свердловска, руководитель проекта здания Штаба Уральского военного округа, расстрелян по обвинению в участии в контрреволюционной организации правых и срыве строительства указанного здания[14].
- Сведений о второй жене нет.

## Награды
19 февраля 1946 года Указом Президиума Верховного Совета СССР «за многолетнюю плодотворную научную и педагогическую деятельность в области химии» в связи с 70-летием со дня рождения Дукельский М. П. был награждён орденом Трудового Красного Знамени.

## Сочинения Дукельского М.П
- «К вопросу о растворимости в смесях растворителей». Харьков, типография А. Дарре. Труды Общества физико-химических наук при Харьковском университете, 1901 г.
- «Учебник химии для средних учебных заведений» / М. П. Дукельский, приват-доцент Киевских высших женских курсов / Киев, Пироговское т-во, 1910 г.
- «Метод остатка Шрейнемакерса в применении к изучению химических систем из трёх компонент». Киев, типография С. Г. Слюсаревского, 1911 г.
- Фарадей, Майкл. «Химическая история свечи» / перевод с английского М. П. Дукельского с биографией автора, составленной переводчиком / СПб, книгоиздательство «Образование», 1911 г.
- «Химическая технология». СПб, Киев, издательство «Сотрудник», 1913, 1915, 1918 гг.
- «Англо-русский словарь терминов, относящихся к производству кожи, обуви, шорно-седельных изделий и мехов» / Сост. М. П. Дукельский / Воронеж, издание Главного комитета по кожевенным делам, 1919 г.
- Грассер, Г. «Практическое руководство для химических лабораторий кожевенного производства» / редактор М. П. Дукельский, переводчики С. Винницкий и Б. Хацета / М. Издание Всероссийского Кожевенного Синдиката, 1923 г.
- «Шкура и кожа». Москва, 1925 г.
- «Какое сырье ждет фабрика от деревни». Брошюра. Москва, типография Нижний Новгород, 1925 г.
- «Химическая промышленность». Москва, изд-во «Рабочая газета», 1926 г.
- «Естественное топливо. Дрова. Торф. Уголь. Нефть». Москва, Ленинград, 1926 г.
- «Новые идеи в химии и технологии кожи». Под редакцией проф. М. П. Дукельского. Вып.1. Москва, изд-во Наркомвнуторга, 1926 г.
- «Обработанное топливо». Москва, Ленинград, 1928 г.
- «К первому номеру» / Журнал «Московский технолог» (без номера) / М. 1929, 15 февраля.
- Заявление проф. Дукельского о приёме его в партию ВКП (б) / «Московский технолог» / 1930, 3 июня. № 5.
- «Специалисты и пролетарская революция» / Статья, «Московский технолог» / 1930, ноябрь.
- «Химическое сопротивление материалов». Москва, ВНИТО химиков, 1933 г. Вып.1.
- Тиль А. и Эккель И. «О явлениях коррозии». Перевод с немецкого под ред. проф. М. П. Дукельского. Москва, ВНИТО химиков, Химфак, 1933 г.
- Штрауманис М. «Электрохимическая теория коррозии металлов». Перевод с немецкого под ред. проф. М. П. Дукельского. Москва, ВНИТО химиков, Химфак, 1933 г.
- Кренке О., Маас Э. и Бек В. «Коррозия и защита металлов» (Общая и теоретическая часть). Перевод с немецкого под ред. проф. М. П. Дукельского. Москва, ОНТИ, 1935 г.
- «Периодический закон химических элементов. Д. И. Менделеев. 1834—1934». Москва — Ленинград, Государственное химико-техническое издательство, 1934 г.